# Гликомика
Гликомика — это всестороннее изучение гликомов (полный набор сахаров, как свободных, так и содержащихся в более сложных молекулах организма), включая генетический, физиологический, патологический и другие аспекты. Гликомика — это «систематическое исследование всех структур гликанов представленного типа клетки или организма» и подраздел гликобиологии. Термин «гликомика» (glycomics в английском написании) образован от химического префикса «глико-» — «сладость» или «сахар», а в части «omics» — в соответствии с правилом о терминологии, установленным геномикой (которая имеет дело с генами) и протеомикой (которая имеет дело с белками).

## Проблемы
- Сложность сахаров: что касается их структур, то они не линейны, напротив, они сильно разветвлены. Более того, гликаны могут быть модифицированы (модифицированные сахара), что увеличивает их сложность.
- Сложные биосинтетические пути гликанов.
- Обычно гликаны могут быть обнаружены связанными с белком (гликопротеин) или соединенными с липидами (гликолипиды).
- В отличие от геномов, гликаны высокодинамичны.

В этой области исследований приходится иметь дело с имманентным уровнем сложности, который не присущ другим направлениям прикладной биологии. 68 основополагающих элементов (молекулы ДНК, РНК и белки; группы для липидов; типы связующих сахаров для сахаридов) составляют структурную основу для молекулярной хореографии, которая составляет весь жизненный цикл клетки. ДНК и РНК имеют по четыре структурных элемента каждая (нуклеозиды или нуклеотиды). Липиды поделены на восемь категорий на основании кетоацила и изопрена. Белки имеют 20 (аминокислоты). У сахаридов есть 32 типа связующих сахаров. В то время как к белкам и генам эти структурные элементы могут быть присоединены только линейно, для сахаридов они могут быть расположены в разветвленной решетке, увеличивая уровень своей сложности в дальнейшем.
К этому можно добавить сложность многочисленных вовлеченных белков, выступающих не только в качестве транспортировщиков углевода, гликопротеинов, но и белки, непосредственно участвующие в связывании и реакции с углеводами:
- углеводоспецифичные ферменты для синтеза, модуляции, распада
- лектины, углеводосвязующие белки всех видов
- рецепторы, циркулирующие или мембраносвязанные углеводосвязующие рецепторы.

## Значимость
Чтобы ответить на этот вопрос, необходимо знать различность и важность функций гликанов. Далее приведены некоторые из таких функций:
- Гликопротеины и гликолипиды, находящиеся на поверхности клетки, играют критическую роль при распознавании бактерий и вирусов.
- Они участвуют в клеточных сигнальных путях и модулируют функцию клетки.
- Они важны для врожденного иммунитета.
- Они определяют развитие рака.
- Они организовывают клеточный метаболический путь, подавляют разрастание клеток, регулируют циркуляцию и инвазию.
- Они влияют на стабильность и сворачивание белка.
- Они влияют на путь и существование гликопротеинов.
- Существует множество специфичных, связанных с гликанами болезней, зачастую наследственных.

Существует важное медицинское применение аспектов гликомики:
- Лектины фракционируют клетки, чтобы избежать патологий «трансплантат-против-хозяина» при трансплантации гемопоэтических стволовых клеток.
- Активация и распространение цитолитических CD8 Т-клеток при лечении рака.

Гликомика особенно важна в микробиологии, поскольку гликаны играют разнообразнейшие роли в бактериальной физиологии. Исследования в области бактериальной гликомики могут привести к развитию:
- новых лекарственных препаратов
- биологически активных гликанов
- вакцин гликоконъюгатов.